# Cal Cassanyes
Cal Cassanyes és una obra de Castellet i la Gornal (Alt Penedès) protegida com a bé cultural d'interès local.

## Descripció
Cal Cassanyes és un conjunt complex. L'edifici principal ocupa una posició central i al seu voltant es distribueixen les diverses dependències relacionades amb l'activitat agrícola. Es tracta d'un construcció aïllada, formada per planta baixa, pis i golfes. La porta principal d'accés és adovellada, d'arc de mig punt. La resta de les obertures són rectangulars i emmarcades amb pedra. La coberta és de teula a quatre vessants. L'interior conserva encara interessants elements d'èpoques anteriors (rajoles, mobiliari, etc). A més de les dependències (celler, magatzem…), cal remarcar el conjunt del jardí.

## Història
L'origen de Cal Cassanyes sembla situar-se en l'època medieval, tot i que l'edifici actual respon a una reconstrucció realitzada durant la primera meitat del segle xvii. Diverses dates situades a l'exterior de la construcció permeten comprovar com s'hi han succeït obres de condicionament i d'ampliació al llarg del temps. Actualment manté la seva funció original d'habitatge i centre d'una gran explotació agrícola.
Dins el mateix recinte, el 1908 es van construir les Bodegues Cassanyes.